# Giải vô địch bóng đá U-17 thế giới 1995
Giải vô địch bóng đá U-17 thế giới 1995 là giải đấu lần thứ 6 của Giải vô địch bóng đá U-17 thế giới được tổ chức tại các thành phố Guayaquil, Portoviejo, Quito, Ibarra, Cuenca và Riobamba tại Ecuador từ ngày 3 đến ngày 20 tháng 8 năm 1995. Các cầu thủ sinh sau ngày 1 tháng 8 năm 1978 đủ điều kiện tham gia giải đấu này. Ban đầu, Ecuador đã đăng cai tổ chức Giải vô địch bóng đá U-17 thế giới 1991 nhưng do dịch tả bùng phát, giải đấu năm đó đã được chuyển đến Ý. Đây là lần đầu tiên Ecuador đăng cai tổ chức một giải đấu của FIFA.

## Địa điểm
| Quito                          | Cuenca                                 | Riobamba                      | Ibarra                      |
| ------------------------------ | -------------------------------------- | ----------------------------- | --------------------------- |
| Sân vận động Olympic Atahualpa | Sân vận động Alejandro Serrano Aguilar | Sân vận động Olympic Riobamba | Sân vận động Olympic Ibarra |
| Sức chứa: 35,742               | Sức chứa: 16,540                       | Sức chứa: 14,400              | Sức chứa: 18,600            |
|                                |                                        |                               |                             |
| QuitoCuencaRiobambaIbarra      |                                        |                               |                             |

## Các đội tuyển vượt qua vòng loại
| Liên đoàn                         | Giải đấu loại                                 | Các đội tuyển vượt qua vòng loại |
| --------------------------------- | --------------------------------------------- | -------------------------------- |
| AFC (châu Á)                      | Giải vô địch bóng đá U-17 châu Á 1994         | Nhật Bản · Oman · Qatar          |
| CAF (châu Phi)                    | Giải vô địch bóng đá U-17 châu Phi 1995       | Ghana · Guinée · Nigeria         |
| CONCACAF (Bắc, Trung Mỹ & Caribe) | Giải vô địch bóng đá U-17 CONCACAF 1994       | Canada · Costa Rica · Hoa Kỳ     |
| CONMEBOL (Nam Mỹ)                 | Chủ nhà                                       | Ecuador                          |
| CONMEBOL (Nam Mỹ)                 | Giải vô địch bóng đá U-17 Nam Mỹ 1995         | Argentina · Brasil               |
| OFC (châu Đại Dương)              | Giải vô địch bóng đá U-17 châu Đại Dương 1995 | Úc                               |
| UEFA (châu Âu)                    | Giải vô địch bóng đá U-16 châu Âu 1995        | Đức · Tây Ban Nha · Bồ Đào Nha   |

## Đội hình
Danh sách đội hình, xem Danh sách cầu thủ tham dự giải vô địch bóng đá U-17 thế giới 1995

## Trọng tài
| Châu Á - Hossein Asgari - Ahmad Haji Yaakub Châu Phi - Pierre Mounguengui - Said Belqola - Fethi Barkallah CONCACAF - Antonio Marrufo - Ramesh Ramdhan | Nam Mỹ - Roger Zambrano - Epifanio González - José Luis da Rosa Châu Âu - Fritz Stuchlik - Hartmut Strampe - Leslie Irvine - Vasyl Melnychuk Oceania - Barry Tasker |

## Vòng bảng
| Chú giải cho màu sắc trong bảng nhóm | Chú giải cho màu sắc trong bảng nhóm                       |
| ------------------------------------ | ---------------------------------------------------------- |
|                                      | Những đội thắng và nhì bảng sẽ giành quyền vào vòng Tứ kết |

### Bảng A
| Đội      | ST | T | H | B | BT | BB | HS | Đ |
| -------- | -- | - | - | - | -- | -- | -- | - |
| Ghana    | 3  | 3 | 0 | 0 | 5  | 1  | +4 | 9 |
| Ecuador  | 3  | 1 | 1 | 1 | 3  | 2  | +1 | 4 |
| Nhật Bản | 3  | 1 | 1 | 1 | 2  | 2  | 0  | 4 |
| Hoa Kỳ   | 3  | 0 | 0 | 3 | 1  | 6  | -5 | 0 |

| Ecuador                  | 2–0        | Hoa Kỳ |
| ------------------------ | ---------- | ------ |
| Moreira 31' · Corozo 83' | (Chi tiết) |        |

| Ghana      | 1–0        | Nhật Bản |
| ---------- | ---------- | -------- |
| Kamara 70' | (Chi tiết) |          |

| Ecuador    | 1–2        | Ghana               |
| ---------- | ---------- | ------------------- |
| Angulo 32' | (Chi tiết) | Sule 6' · Gambo 68' |

| Hoa Kỳ      | 1–2        | Nhật Bản                    |
| ----------- | ---------- | --------------------------- |
| Redmond 60' | (Chi tiết) | Yamazaki 49' · Takahara 86' |

| Ecuador | 0–0        | Nhật Bản |
| ------- | ---------- | -------- |
|         | (Chi tiết) |          |

| Hoa Kỳ | 0–2        | Ghana                   |
| ------ | ---------- | ----------------------- |
|        | (Chi tiết) | Iddrisu 35' · Akwei 65' |

### Bảng B
| Đội        | ST | T | H | B | BT | BB | HS | Đ |
| ---------- | -- | - | - | - | -- | -- | -- | - |
| Argentina  | 3  | 3 | 0 | 0 | 7  | 0  | +7 | 9 |
| Bồ Đào Nha | 3  | 1 | 0 | 2 | 5  | 6  | -1 | 3 |
| Guinée     | 3  | 1 | 0 | 2 | 3  | 6  | -3 | 3 |
| Costa Rica | 3  | 1 | 0 | 2 | 2  | 5  | -3 | 3 |

| Argentina                             | 3–0        | Bồ Đào Nha |
| ------------------------------------- | ---------- | ---------- |
| Gatti 5' · La Paglia 19', 88' (ph.đ.) | (Chi tiết) |            |

| Costa Rica               | 2–0        | Guinée |
| ------------------------ | ---------- | ------ |
| Fonseca 80' · Campos 87' | (Chi tiết) |        |

| Bồ Đào Nha        | 2–3        | Guinée                                                |
| ----------------- | ---------- | ----------------------------------------------------- |
| Zeferino 11', 26' | (Chi tiết) | Bangoura 30' · Ibrahima Conté 48' (ph.đ.) · Keita 65' |

| Argentina               | 2–0        | Costa Rica |
| ----------------------- | ---------- | ---------- |
| Caserio 62' · Gatti 79' | (Chi tiết) |            |

| Bồ Đào Nha                     | 3–0        | Costa Rica |
| ------------------------------ | ---------- | ---------- |
| Vargas 88', 90+1' · Adolfo 89' | (Chi tiết) |            |

| Argentina               | 2–0        | Guinée |
| ----------------------- | ---------- | ------ |
| Peralta 18' · Aimar 26' | (Chi tiết) |        |

### Bảng C
| Đội         | ST | T | H | B | BT | BB | HS | Đ |
| ----------- | -- | - | - | - | -- | -- | -- | - |
| Nigeria     | 3  | 2 | 1 | 0 | 5  | 2  | +3 | 7 |
| Úc          | 3  | 1 | 1 | 1 | 5  | 4  | +1 | 4 |
| Tây Ban Nha | 3  | 1 | 1 | 1 | 4  | 4  | 0  | 4 |
| Qatar       | 3  | 0 | 1 | 2 | 1  | 5  | -4 | 1 |

| Nigeria        | 1–1        | Qatar      |
| -------------- | ---------- | ---------- |
| Anyamkyegh 37' | (Chi tiết) | Ghulam 39' |

| Úc               | 2–2        | Tây Ban Nha                    |
| ---------------- | ---------- | ------------------------------ |
| Allsopp 16', 73' | (Chi tiết) | Duarte 55' (ph.đ.) · Mista 73' |

| Nigeria                        | 2–0        | Úc |
| ------------------------------ | ---------- | -- |
| Anyamkyegh 59' · Obiorah 90+3' | (Chi tiết) |    |

| Qatar | 0–1        | Tây Ban Nha |
| ----- | ---------- | ----------- |
|       | (Chi tiết) | Ferrón 83'  |

| Qatar | 0–3        | Úc                                    |
| ----- | ---------- | ------------------------------------- |
|       | (Chi tiết) | Kewell 43' (ph.đ.) · Allsopp 48', 56' |

| Nigeria                       | 2–1        | Tây Ban Nha        |
| ----------------------------- | ---------- | ------------------ |
| Obiorah 48' · Onwuzuruike 84' | (Chi tiết) | Duarte 57' (ph.đ.) |

### Bảng D
| Đội    | ST | T | H | B | BT | BB | HS | Đ |
| ------ | -- | - | - | - | -- | -- | -- | - |
| Brasil | 3  | 2 | 1 | 0 | 5  | 0  | +5 | 7 |
| Oman   | 3  | 2 | 1 | 0 | 5  | 1  | +4 | 7 |
| Đức    | 3  | 1 | 0 | 2 | 3  | 6  | -3 | 3 |
| Canada | 3  | 0 | 0 | 3 | 1  | 7  | -6 | 0 |

| Brasil                                    | 3–0        | Đức |
| ----------------------------------------- | ---------- | --- |
| Djimi 39' · Carlos Alberto 54' · Juan 63' | (Chi tiết) |     |

| Oman                        | 2–1        | Canada      |
| --------------------------- | ---------- | ----------- |
| Al-Kathiri 43', 62' (ph.đ.) | (Chi tiết) | Bernier 70' |

| Brasil | 0–0        | Oman |
| ------ | ---------- | ---- |
|        | (Chi tiết) |      |

| Đức                                 | 3–0        | Canada |
| ----------------------------------- | ---------- | ------ |
| Brezina 23' · Rost 68' · Bugera 73' | (Chi tiết) |        |

| Đức | 0–3        | Oman                                       |
| --- | ---------- | ------------------------------------------ |
|     | (Chi tiết) | Al-Kathiri 4' (ph.đ.) · Al-Siyabi 81', 87' |

| Brasil               | 2–0        | Canada |
| -------------------- | ---------- | ------ |
| Bel 2' · Eduardo 46' | (Chi tiết) |        |

## Vòng đấu loại trực tiếp
|  | Tứ kết                  | Tứ kết                 |                         |   | Bán kết       | Bán kết       |  |  | Chung kết | Chung kết |
|  |                         |                        |                         |   |               |               |  |  |           |           |
|  | 12 tháng 8 - Quito      |                        |                         |   |               |               |  |  |           |           |
|  |                         |                        |                         |   |               |               |  |  |           |           |
|  | Ghana                   | 2                      |                         |   |               |               |  |  |           |           |
|  | Ghana                   | 2                      | 17 tháng 8 - Portoviejo |   |               |               |  |  |           |           |
|  | Bồ Đào Nha              | 0                      |                         |   |               |               |  |  |           |           |
|  | Bồ Đào Nha              | 0                      | Ghana                   | 3 |               |               |  |  |           |           |
|  | 13 tháng 8 - Portoviejo |                        | Ghana                   | 3 |               |               |  |  |           |           |
|  |                         | Oman                   | 1                       |   |               |               |  |  |           |           |
|  | Oman                    | Oman                   | 1                       | 2 |               |               |  |  |           |           |
|  | Oman                    |                        | 20 tháng 8 - Guayaquil  | 2 |               |               |  |  |           |           |
|  | Nigeria                 | 1                      |                         |   |               |               |  |  |           |           |
|  | Nigeria                 | 1                      | Ghana                   | 3 |               |               |  |  |           |           |
|  | 12 tháng 8 - Guayaquil  |                        | Ghana                   | 3 |               |               |  |  |           |           |
|  |                         | Brasil                 | 2                       |   |               |               |  |  |           |           |
|  | Argentina               | Brasil                 | 2                       | 3 |               |               |  |  |           |           |
|  | Argentina               | 17 tháng 8 - Guayaquil |                         | 3 |               |               |  |  |           |           |
|  | Ecuador                 | 1                      |                         |   |               |               |  |  |           |           |
|  | Ecuador                 | 1                      | Brasil                  | 3 |               |               |  |  |           |           |
|  | 13 tháng 8 - Portoviejo |                        | Brasil                  | 3 |               |               |  |  |           |           |
|  |                         | Argentina              | 0                       |   | Tranh hạng ba | Tranh hạng ba |  |  |           |           |
|  | Brasil                  | Argentina              | 0                       | 3 | Tranh hạng ba | Tranh hạng ba |  |  |           |           |
|  | Brasil                  |                        | 20 tháng 8 - Guayaquil  | 3 |               |               |  |  |           |           |
|  | Úc                      | 1                      |                         |   |               |               |  |  |           |           |
|  | Úc                      | 1                      | Argentina               | 2 |               |               |  |  |           |           |
|  |                         |                        |                         |   |               |               |  |  |           |           |
|  | Oman                    | 0                      |                         |   |               |               |  |  |           |           |
|  | Oman                    | 0                      |                         |   |               |               |  |  |           |           |

### Tứ kết
| Ghana                        | 2–0        | Bồ Đào Nha |
| ---------------------------- | ---------- | ---------- |
| Bentil 12' · Amaniampong 87' | (Chi tiết) |            |

| Nigeria               | 1–2        | Oman                           |
| --------------------- | ---------- | ------------------------------ |
| Chukwueke 13' (ph.đ.) | (Chi tiết) | Al-Kathiri 32' · Al-Dhabit 49' |

| Brasil                                       | 3–1        | Úc          |
| -------------------------------------------- | ---------- | ----------- |
| Rodrigo 14' · Kléber 65' · Marco Antônio 75' | (Chi tiết) | Allsopp 32' |

| Argentina                                  | 3–1        | Ecuador   |
| ------------------------------------------ | ---------- | --------- |
| Mercado 36' (l.n.) · Aimar 46' · Gatti 66' | (Chi tiết) | Ayala 86' |

### Bán kết
| Ghana                                | 3–1        | Oman           |
| ------------------------------------ | ---------- | -------------- |
| Ansah 38' · Kamara 54' · Iddrisu 72' | (Chi tiết) | Al-Kathiri 67' |

| Argentina | 0–3        | Brasil                              |
| --------- | ---------- | ----------------------------------- |
|           | (Chi tiết) | Rodrigo 74' · Rocha 88' · Fabio 90' |

### Tranh hạng ba
| Oman | 0–2        | Argentina                 |
| ---- | ---------- | ------------------------- |
|      | (Chi tiết) | Gatti 20' · Cambiasso 71' |

### Chung kết
| Ghana                               | 3–2        | Brasil                       |
| ----------------------------------- | ---------- | ---------------------------- |
| Sule 39' · Iddrisu 45' · Bentil 49' | (Chi tiết) | Juan 47' · Marco Antônio 90' |

## Vô địch
| Giải vô địch bóng đá U-17 thế giới 1995 |
| --------------------------------------- |
| · Ghana · Lần thứ 2                     |

## Cầu thủ ghi bàn
Daniel Allsopp của Úc đã giành giải thưởng Chiếc giày vàng khi ghi được 6 bàn thắng. Tổng cộng, 84 bàn thắng được ghi bởi 57 cầu thủ khác nhau, trong đó chỉ có một bàn được ghi là phản lưới nhà.
5 bàn
- Daniel Allsopp
- Mohammed Amar Al-Kathiri

4 bàn
- Fernando Gatti

3 bàn
- Abu Iddrisu

2 bàn
- César La Paglia
- Pablo Aimar
- Juan
- Marco Antônio
- Rodrigo
- Baba Sule
- Dini Kamara
- Emmanuel Bentil
- Edward Anyamkygh
- James Obiorah
- Taqi Al-Siyabi
- Vargas
- Zeferino
- Jesús Duarte

1 bàn
- Esteban Cambiasso
- Luis Caserio
- Sixto Peralta
- Harry Kewell
- Bel
- Carlos Alberto
- Djimi
- Eduardo
- Fabio
- Kléber
- Rocha
- Patrice Bernier
- Andrey Campos
- Nelson Fonseca
- Diego Ayala
- Exon Corozo
- Felix Angulo
- Luis Moreira
- Alexander Bugera
- Damian Brezina
- Timo Rost
- Attakora Amaniampong
- Bashiru Gambo
- Charles Akwei
- Joseph Ansah
- Ibrahima Conte
- Ousmane Bangoura
- Souleymane Keita
- Kotaro Yamazaki
- Naohiro Takahara
- Chiedu Chukwueke
- Henry Onwuzuruike
- Hani Al-Dhabit
- Adolfo
- Jaweed Ghulam
- Jordi Ferrón
- Mista
- Jorge Redmond

Bàn phản lưới nhà
- Víctor Mercado (trong trận gặp Argentina)

## Bảng xếp hạng giải đấu
| VT                  | Đội         | ST | T | H | B | BT | BB | HS | Đ  |
| ------------------- | ----------- | -- | - | - | - | -- | -- | -- | -- |
| 1                   | Ghana       | 6  | 6 | 0 | 0 | 13 | 4  | +9 | 18 |
| 2                   | Brasil      | 6  | 4 | 1 | 1 | 13 | 4  | +9 | 13 |
| 3                   | Argentina   | 6  | 5 | 0 | 1 | 12 | 4  | +8 | 15 |
| 4                   | Oman        | 6  | 3 | 1 | 2 | 8  | 7  | +1 | 10 |
| Bị loại ở tứ kết    |             |    |   |   |   |    |    |    |    |
| 5                   | Nigeria     | 4  | 2 | 1 | 1 | 6  | 4  | +2 | 7  |
| 6                   | Úc          | 4  | 1 | 1 | 2 | 6  | 7  | –1 | 4  |
| 7                   | Ecuador     | 4  | 1 | 1 | 2 | 4  | 5  | –1 | 4  |
| 8                   | Bồ Đào Nha  | 4  | 1 | 0 | 3 | 5  | 8  | –3 | 3  |
| Bị loại ở vòng bảng |             |    |   |   |   |    |    |    |    |
| 9                   | Tây Ban Nha | 3  | 1 | 1 | 1 | 4  | 4  | 0  | 4  |
| 10                  | Nhật Bản    | 3  | 1 | 1 | 1 | 2  | 2  | 0  | 4  |
| 11                  | Đức         | 3  | 1 | 0 | 2 | 3  | 6  | –3 | 3  |
| 11                  | Guinée      | 3  | 1 | 0 | 2 | 3  | 6  | –3 | 3  |
| 13                  | Costa Rica  | 3  | 1 | 0 | 2 | 2  | 5  | –3 | 3  |
| 14                  | Qatar       | 3  | 0 | 1 | 2 | 1  | 5  | –4 | 1  |
| 15                  | Hoa Kỳ      | 3  | 0 | 0 | 3 | 1  | 6  | –5 | 0  |
| 16                  | Canada      | 3  | 0 | 0 | 3 | 1  | 7  | –6 | 0  |